# 정승환 (아이스하키 선수)
정승환(Jung Seunghwan, 1986년 4월 1일)은 대한민국 파라 아이스하키 선수다. 별명은 빙판 위에 메시다.

## 생애
5살 때 집 근처 상수도관 공사현장에서 놀다가 구조물이 무너지면서 상수도관 파이프에 오른쪽 다리를 깔려 결국 오른 무릎 아래를 절단했다. 섬에서 살아서 고등학교때까지는 장애인 스포츠를 접할 기회가 없다가 한국복지대학교에 입학하면서 파라 아이스하키를 접하게 되었다. 2009년, 2012년 그리고 2015년에 세계선수권에서 최우수 공격수로 선정되었고 2018년 평창 패럴림픽에서 한국 파라 아이스하키 사상 첫 메달 획득에 공헌하였다.
평창 동계패럴림픽이 끝나고 잠시 노르딕스키로 전향했다가 파라 아이스하키 선수로 복귀하였다.
2022년 베이징 동계패럴림픽에 참가했지만 2회 연속 메달 획득은 실패하였다.

## 수상
- 세계선수권 최우수 공격수 (2009, 2012, 2015)
- 패럴림픽 동메달 (2018)